# Kapangan
Kapangan é um município de  quarta classe de renda municipal (d) na província Benguet, nas Filipinas. De acordo com o censo de 1 de maio  de  2020 possui uma população de 19 297 pessoas e 4 626 domicílios.